# Aril
U organskoj hemiji, aril se odnosi na funkcionalne grupe ili supstituente izvedene iz aromatičnog prstena, npr. fenil, naftil, tienil, indolil, etc. „Aril“ se koristi radi skraćivanja imena ili generalizacije, i „Ar“ označava aril grupu u hemijskim strukturnim dijagramima.
Fenil je jednostavna aril grupa, , izvedena iz benzena. Tolil grupa, , je izvedena iz toluena (metilbenzena). Ksilil grupa, , je izvedena iz ksilena (dimetilbenzena), dok je nafthil grupa, , izvedena iz naftalena.
Arilacija je hemijski proces u kome se aril grupa vezuje za supstrat.